# Pierre Boussel (journaliste)
Pour les articles homonymes, voir Pierre Boussel et Boussel.
Pierre Boussel est un chercheur et un éditorialiste français.

## Biographie
Pierre Boussel est un spécialiste du monde arabe, de l’islam radical et des groupes armés. Expatrié en Afrique du Nord dans le cadre d’un accord de coopération franco-marocain, il est détaché auprès du groupe MEDI1 à Tanger.   
Docteur en géographie, spécialité géopolitique, Pierre Boussel est chercheur associé à l'Equipe Monde Arabe Méditerranée (CITERES/CNRS) de l'Université de Tours et chercheur associé à la Fondation pour la Recherche Stratégique (FRS). Ses travaux de recherche sur le terrorisme et la violence armée ont été publiés en Europe, aux États-Unis et dans le Golfe. Il a établi une Géostratégie du Temps au Proche-Orient qui développe le concept de "Signature temporelle" pour démontrer que le temps n'est pas seulement une matrice, c'est une arme politique et militaire. 
Ecrivain, il s'oriente vers le roman d'espionnage en 2013 en publiant Les Confessions de l'Ombre, une série de textes qui proposent une approche intimiste et réaliste du métier d'officier de renseignement.

## Livres
- Pulsion de vie, roman, Éditions de l'Atelier Contemporain, 1997
- Perle de sang, roman, Éditions Kailash, 2000
- Qu’importe la nuit, roman, Éditions Pêcheur de lune, 2003
- Ainsi va le vent, conte philosophique, Éditions Kailash, 2005
- Survivance, roman, Éditions Kailash, 2006,  (ISBN 2-84268-137-1)
- Y a pas de problème, théâtre, Éditions L'Harmattan, 2008  (ISBN 978-2-296-05029-7)
- Djinou, le léopard de l'Himalaya, conte philosophique, Éditions L'Harmattan, 2009  (ISBN 9782070722754)
- Le royaume des sables, roman, Éditions Jigal, 2009  (ISBN 978-2-914704-59-5)
- Pilote de brousse, BD, auteur du scénario et des dialogues, Éditions Altipresse, 2012
- Les confessions de l'ombre, roman, tome 1, Éditions Kero[1], sorti le 07/02/2013[2]. Posface de Alain Chouet, ancien chef du service de renseignement de sécurité de la DGSE. Prix du meilleur roman de l'année 2013 décerné par le Cercle Caron.
- Sentinelle, roman, tome n° 2 de la série Les Confessions de l'Ombre, Éditions de l'Absence, 2016  (ISBN 978-1537620480)
- Géostratégie du Temps au Proche-Orient, essai, Éditions de l'Absence, 2021

## Musique
- Auteur-compositeur de l'album Au clair de ma brune du groupe Alamba. 2009.
- Auteur-compositeur de l'album Secret défonce du groupe 38 Nord. 2012.
- Auteur-compositeur de l'album L'Envol du groupe 38 Nord. 2014.
- Auteur-compositeur de l'album Évasion en mi mineur du groupe A-Nonym. 2019.